# San Francisco del Rincón
San Francisco del Rincón est une commune (municipio) du Mexique, située dans l'État de Guanajuato ; c'est aussi le nom de son chef-lieu. C'est la 6e ville la plus peuplée de l'État. La fabrication de sombreros est son activité traditionnelle, la ville étant surnommée « la capitale du sombrero ».

## Population
La population communale s'élevait à 113 570 habitants en 2010
La commune comprend 86 localités ; les plus importantes sont : San Francisco del Rincón (chef-lieu), avec 62,5 % de la population totale ; San Ignacio de Hidalgo, 2,1 % ; San Roque de Montes, 2 % ; El Maguey, 1,9 % ; San Cristóbal, 1,8 % ; Peñuelas, 1,8 %, et San Roque de Torres, 1,8 %.